# Firestorm (Comicreihe)
Firestorm (dt. Feuersturm) ist der Titel einer Reihe von Comicveröffentlichungen, die der US-amerikanische Verlag DC-Comics seit 1978 herausgibt.
Im Mittelpunkt der Firestorm-Comics steht ein gleichnamiger sogenannter Superhelden-Charakter, der auf den Autoren Gerry Conway und den Zeichner Al Milgrom zurückgeht, die die Figur erstmals im März 1978 in dem Comicheft Firestorm Nr. 1 – dem ersten Heft der ersten Serie diesen Titels – vorstellten. Die Firestorm-Comics sind dabei bis heute genremäßig stets eine Mischung aus Science-Fiction-/Fantasy-Comic einerseits und Abenteuer-Comic andererseits gewesen.

## Veröffentlichungen unter dem Firestorm-Titel
DC brachte die erste Firestorm-Serie 1978 auf den Markt. Dieser Serie wurde jedoch binnen weniger Monate – im Zuge einer umfangreichen Reduzierung der Produktpalette (sogenannte "DC-Implosion") im Herbst 1978 nach nur fünf Ausgaben eingestellt. Nachdem der amerikanische Comicmarkt sich von einem Nachfragetief in den späten 1970er Jahren erholt hatte, wurde Firestorm im Juni 1982 unter dem Titel Fury of Firestorm neugestartet. Diese zweite Serie erwies sich als weitaus langlebiger als der Vorgängertitel und erreichte bis zum Zeitpunkt ihrer Einstellung im August 1990 genau einhundert reguläre Ausgaben, sowie fünf als Annuals betitelter Sonderausgaben. Die Ausgaben Nr. 65–92 erschienen dabei unter dem Titel Firestorm, the Nuclear Man während die Ausgaben Nr. 93–100 einfach kurz als Firestorm betitelt wurden. In den späten 1970er und frühen 1980er Jahren erschienen zudem einige Firestorm-Geschichten als Backup-Story in der Serie The Flash, aus denen schließlich die 1982 gestartete zweite Firestorm-Serie hervorging.
Vom Juli 2004 bis zum Juni 2007 brachte DC schließlich eine neue, dritte, Firestorm-Serie auf den Markt die insgesamt fünfunddreißig Ausgaben erreichte.
Die Liste der Autoren die an Firestorm arbeiteten umfasst neben dem Schöpfer der Figur, Gerry Conway, der die erste Firestorm-Serie komplett und die zweite Serie bis zur Ausgabe Nr. 50 schrieb unter anderem John Ostrander (2. Serie, Nr. 50–100), Dan Jolley (3. Serie, Nr. 1–13), Stuart Moore (Nr. 14–32) und Dwayne McDuffie (Nr. 33–35).
Zu den wichtigen Zeichnern der Firestorm-Comics zählen Pat Broderick, der die erste Serie komplett und für die zweite Serie die Ausgaben #1-7 und #10-11 gestaltete, Rafael Kayanan, George Pérez (Kurzgeschichten in The Flash). Joe Brozowski (Vol. 2, #55-56, 58-64, 66, 71-80, 100), Tom Grindberg (Vol. 2, #81-85, 100), Tom Mandrake (Vol. 2, Serie, #86-100), Criss Cross (Vol. 3, #1-5) und Jamal Igle (3. Serie, #8-10, 12-18, 19-23, 23-31, 32). Gastzeichner die einzelne Firestorm-Hefte gestalteten waren unter anderen Jerome Moore (Vol. 2, #8-9), Joe Delbo (Vol. 2, #57), Ross Andru (Vol. 2, #65), J. J. Birch (Vol. 2, #67, 69-70, 100), Richard Howell (Vol. 2, #68), Chris Batista (Vol. 3, #6), Liam Sharpe (Vol. 3, 7), Dale Eaglesham (Vol. 3, #11), Patrick Olliffe (Vol. 3, #18), Freddie E. Williams II (Vol. 3, #31), Dan Jurgens (Vol. 3, 33), Pop Mhan (Vol. 3, 34-35).

## Handlung
Alle Firestorm-Serien beschreiben die Abenteuer eines gleichnamigen Superhelden der über "Superkräfte" auf nuklearer Basis verfügt und dessen Markenzeichen ein feuriger Flammenschweif ist, der seinem Kopf anstelle von Haar entströmt. Einem Wechsel war dabei die Identität der Männer unterworfen, die sich hinter Firestorm verbergen.
Während der Titelheld der ersten beiden Firestorm-Serien ein Mischwesen aus dem Physikstudenten Ronald Raymond und seinem Professor, dem Nobelpreisträger Martin Stein, war, die durch einen nuklearen Unfall in ihrem Labor während eines Experiments zu einer neuen Person "zusammengeschmolzen" wurden – wobei Raymond die Kontrolle des gemeinsamen Körpers innehat, während Stein, der während des Unfalls ohnmächtig wurde, als beratende Stimme in Raymonds Kopf "umherschwirrt" – steht im Mittelpunkt der dritten Serie ein afroamerikanischer Teenager namens Jason Rusch.
Nachdem die ersten Firestorm-Comics den Unfall, der Raymond und Stein in Firestorm transformiert, beschreiben und zeigen wie die beiden sich an ihre neue Lebenssituation gewöhnen, folgt in den weiteren Ausgaben die Schilderung des Entschlusses der beiden ihre neugewonnenen Fähigkeiten – Firestorm verfügt über Superstärke, kann fliegen und Materie kontrollieren bzw. transformieren – in den Dienst der Allgemeinheit zu stellen und als Superheld ihren Mitmenschen beizustehen und diese zu beschützen.
Als Wächter über die Stadt New York bekommt Firestorm es in der Folge mit dem Kriminellen Multiplex und mit allerlei anderen "Superschurken" wie Killer Frost, Plastique, Hyena, Zuggernaut, Typhoon und Black Bison zu tun. Als Co-Heldin und love interest für Firestorm wurde zudem die rassige Heldin Firehawk 1984 in die Serie eingeführt. Charakteristisch für die von Gerry Conway geschriebenen Firestorm-Geschichten war dabei der zänkisch-freundliche innere Dialog den Stein und Raymond während ihrer Abenteuer führten: Dabei stritten beide meist über den richtigen Lösungsansatz zur Bewältigung eines offenen Problems, wobei Raymond meist einen vorwärtspreschenden Ansatz befürwortete, während Stein ihn belehrte, dass es ratsamer sei, einen subtileren Ansatz zu wählen.
Nachdem John Ostrander die Firestorm 1986 übernommen hatte, wurden die Geschichten der Serie deutlich politischer: So beschreibt Ostranders erster Story-Arc Firestorms Versuch die Vereinigten Staaten und die Sowjetunion zur Vernichtung ihrer Nuklearwaffen-Arsenale zu zwingen. Konsequenterweise wurde in der Folge die sowjetische Hauptstadt Moskau zu einem der Hauptschauplätze der Serie und Steins Bewusstsein wurde durch das des Russen Mikhail Arkadin (Pozhar) als zweiter Bestandteil von Firestorms Geist – neben Raymond – ersetzt. Es folgten Auseinandersetzungen mit ihren jeweiligen Regierungen, sowie die Entdeckung, dass Firestorm eigentlich ein "Naturelementarwesen", die lebendige Verkörperung eines der vier Elemente, ist und als solches durch den Geist der Natur ins Leben gerufen worden war. Nachdem die letzten Ausgaben von Ostranders Firestorm-Serie den Titelhelden – in einem drastisch veränderten, nun scharlachroten, Outfit – als eine Art Umweltaktivisten agieren lassen, nimmt die finale Ausgabe #100 noch einmal drastische Veränderungen am Status quo vor: Dort wird Professor Stein – der eigentlich derjenige war, der vom Geist der Natur vorgesehen war, zu Firestorm zu werden (ein Umstand der durch Raymonds Anwesenheit in Steins Labor "aus Versehen" durcheinandergebracht worden war) – als neuer Firestorm in die Rolle des Titelhelden eingesetzt. Raymond und Arkadin kehren – nur mehr wieder als normale Menschen – indessen in ihr altes Leben zurück, während der Professor zu einer Odyssee ins Weltall aufbricht.
Später kehrt Professor Stein in der Serie Extreme Justice kurzzeitig zurück, heilt Raymond – der inzwischen an Leukämie erkrankt ist – von seinem Leiden und macht ihm die ursprünglichen Firestorm-Kräfte zum Geschenk, so dass Raymond seine alte Rolle als Firestorm wieder annehmen kann, während Stein (der sich zur besseren Unterscheidung "Elemental Firestorm" nennt) erneut zu einer Reise durch die Weiten des Alls aufbricht.
In den frühen Ausgaben der dritten Firestorm-Serie von 2004 wird zunächst geschildert, wie der schurkische Shadow Thief Ronald Raymond im Kampf besiegt und tötet. In der Folge übernimmt der junge Jason Thomas Rusch die Firestorm-Rolle, wobei Raymond fortan als beratender Geist in Ruschs Kopf präsent ist, so wie seinerzeit Stein in seinem Kopf "anwesend" war. Später löst sich Raymonds Bewusstsein auf ungeklärte Weise auf und Rusch ist auf sich allein gestellt. In weiteren Abenteuern wird Rusch Mitglied der Justice League, freundet sich mit den Helden Animal Man, Starfire und Supergirl an, trifft die Telepathin Ghennea und verliert seinen Freund Mick Won, der durch sein Mitverschulden ums Leben kommt. In den letzten Ausgaben der Serie kehrt Professor Stein zurück, um Jason fortan auf die gleiche Weise zu unterstützen wie einst Raymond.

## Adaptionen
Firestorm trat als Figur in der ABC-Zeichentrickserie Super Friends: The Legendary Super Powers Show, der Nachfolgeserie The Super Powers Team: Galactic Guardians auf, wobei er im Original von Mark L. Taylor (Ronald Raymond) bzw. Olan Soule (Prof. Stein) synchronisiert wurde.
Weiterhin tritt Firestorm in der Fernsehserie The Flash sowie dessen Spin-off DC's Legends of Tomorrow auf.

## Nachdrucke
Die Ausgaben Nr. 23–27 von Firestorm: The Nuclear Man wurden 2007 als Sammelband unter dem Titel Firestorm The Nuclear Man: Reborn nachgedruckt (ISBN 1-4012-1219-0).